# 大阪府立貝塚高等学校
大阪府立貝塚高等学校（おおさかふりつかいづかこうとうがっこう）は、大阪府貝塚市に所在する公立の高等学校。略称は「貝高（かいこう）」。

## 概要
2004年度入学生以降、全日制単位制総合学科からなる高等学校となった。総合学科の系列として、「人間と共生」（福祉・保育・看護）「生活と創造」（食物・被服）「自然と環境」（食品・緑化）「情報と産業」（情報・ビジネス）「文化と表現」（文型進学）の5つの系列（科目群）を設置している。生徒は各系列の開講科目のなかから、希望に応じて自由に科目を選択する。社会福祉（福祉・保育等）や農業（野菜・果樹等）・工芸（陶芸・木工等）などの実習科目も多く開講されている。
旧制実業学校として設立され、戦後の学制改革により全日制と定時制を併設するなどした。学校設置当初は泉南郡貝塚町立（のち市制施行により貝塚市立）だったが、1949年に貝塚市から大阪府に移管された。2003年度以前の入学生については、全日制課程普通科・園芸科および定時制課程・隔週定時制課程が設置されていたが、総合学科への改編に伴い廃止されている。農業や被服などの多様な科目は、往時の名残をとどめるものである。
農業科目の実習用地として、校地外に農場（通称「飛び地」）を有する。

## 沿革
1939年に設置された公立青年学校大阪府泉南郡貝塚実業専修学校（昼間部・夜間部）を母体とし、1941年に泉南郡貝塚実業学校として創立した。当初は工業科と商業科を併設していた。
1943年5月1日の貝塚市の市制施行に伴い貝塚市立実業学校へと改称した。その後1945年には商業科を廃止し貝塚市立工業学校へ改編した。
学制改革により、1947年に暫定的に新制の併設中学校を設置し、旧制学校2・3年として在籍していた生徒を新制中学校に移行させた。さらに翌1948年には、新制高等学校制度の発足により貝塚市立高等学校となった。第一本科（1951年全日制に改称）・第二本科（1951年定時制に改称）を設置し、両科ともに工業科・商業科・普通科を設置した。普通科は、学制改革に伴い廃止となった旧制貝塚市立高等女学校の生徒の一部を受け入れる形で設置され、男女共学を実施した。
翌1949年には大阪府に移管され、大阪府立貝塚高等学校となった。府立への移管と同時に工業科・商業科の募集は停止しているが、定時制商業科のみ1951年に募集を再開している。
1950年には旧制大阪府立農学校およびその後身のひとつとして新制高等学校に移行した大阪府立農業高等学校を吸収し、機能移管する形で農業科（のち園芸科）を設置した。
1966年には隔週定時制の課程・家政科を設置した。隔週定時制課程は、泉州地域の地場産業である紡績工場での交代勤務で働きながら学ぶ人を対象にしていた。産業構造の変化や学校改編に伴って2006年3月に廃止された。
2004年に全日制総合学科高校に改編された。これに伴い従来の全日制普通科・園芸科および定時制課程は募集停止となっている。

### 年表
- 1939年4月 - 公立青年学校大阪府泉南郡貝塚実業専修学校創設。
- 1941年1月 - 大阪府泉南郡貝塚実業学校創設。
- 1943年5月 - 貝塚市立実業学校と改称。
- 1945年4月 - 貝塚市立工業学校と改称。
- 1948年4月 - 学制改革により貝塚市立高等学校と改称。
- 1949年 - 大阪府へ移管し、大阪府立貝塚高等学校へ改編。
- 1966年 - 隔週定時制課程・家政科を設置。
- 1982年 - 定時制課程商業科を廃止。
- 2004年 - 全日制を総合学科へと改編。従来の普通科と園芸科を募集停止。
- 2006年3月 - 隔週定時制を廃止。
- 2007年3月 - 定時制を廃止。
- 2023年4月 - 「令和5年度大阪府公立高等学校入学者選抜」以降、学力検査問題の数学問題をA問題（基礎的問題）からB問題（標準的問題）に変更。

## 著名な卒業生
- 西谷岳文 - ショートトラックスピードスケート選手
- 吉道勇 - 政治家、貝塚市長（在任1970年-2010年）
- 永井路夫 - お笑い芸人（すっとんトリオ）
- 高石太 - 漫才師

## 著名な教職員
- 竹内鐡二 - 教育者

## 交通
- 南海本線・水間鉄道水間線 貝塚駅 南へ約800m。
- 水間鉄道水間線 貝塚市役所前駅 北西